# Thecla facuna
Thecla facuna är en fjärilsart som beskrevs av William Chapman Hewitson 1877. Thecla facuna ingår i släktet Thecla och familjen juvelvingar. Inga underarter finns listade i Catalogue of Life.